# Stenostelma
Stenostelma là chi thực vật có hoa trong họ Apocynaceae.